# Convocazioni per il campionato mondiale maschile under 20 di calcio 2013
Elenco dei giocatori convocati da ciascuna Nazionale partecipante ai Mondiali di calcio Under-20 2013.

## Gruppo A

### Franciaunder 20
Commissario tecnico: Pierre Mankowski 
| N. | Pos. | Giocatore                | Data nascita (età)          | Pres. | Reti | Squadra             |
| -- | ---- | ------------------------ | --------------------------- | ----- | ---- | ------------------- |
| 1  | P    | Alphonse Areola          | 27 febbraio 1993 (20 anni)  |       |      | Paris Saint-Germain |
| 2  | D    | Dimitri Foulquier        | 23 marzo 1993 (20 anni)     |       |      | Rennes              |
| 3  | D    | Pierre-Yves Polomat      | 27 dicembre 1993 (19 anni)  |       |      | Saint-Étienne       |
| 4  | D    | Kurt Zouma               | 27 ottobre 1994 (18 anni)   |       |      | Saint-Étienne       |
| 5  | D    | Samuel Umtiti            | 13 novembre 1993 (19 anni)  |       |      | Lyon                |
| 6  | C    | Paul Pogba               | 15 marzo 1993 (20 anni)     |       |      | Juventus            |
| 7  | A    | Thibaut Vion             | 11 dicembre 1993 (19 anni)  |       |      | Porto               |
| 8  | C    | Geoffrey Kondogbia       | 15 febbraio 1993 (20 anni)  |       |      | Sevilla             |
| 9  | A    | Yaya Sanogo              | 27 gennaio 1993 (20 anni)   |       |      | Auxerre             |
| 10 | C    | Axel Ngando              | 13 luglio 1993 (19 anni)    |       |      | Rennes              |
| 11 | A    | Jean-Christophe Bahebeck | 1º maggio 1993 (20 anni)    |       |      | Troyes              |
| 12 | D    | Lucas Digne              | 20 luglio 1993 (19 anni)    |       |      | Lilla               |
| 13 | C    | Mario Lemina             | 1º settembre 1993 (19 anni) |       |      | Lorient             |
| 14 | D    | Mouhamadou-Naby Sarr     | 13 agosto 1993 (19 anni)    |       |      | Lyon                |
| 15 | A    | Alexy Bosetti            | 23 aprile 1993 (20 anni)    |       |      | Nice                |
| 16 | P    | Maxime Dupé              | 4 marzo 1993 (20 anni)      |       |      | Nantes              |
| 17 | C    | Jordan Veretout          | 1º marzo 1993 (20 anni)     |       |      | Nantes              |
| 18 | D    | Youssouf Sabaly          | 5 marzo 1993 (20 anni)      |       |      | Paris Saint-Germain |
| 19 | D    | Christopher Jullien      | 22 marzo 1993 (20 anni)     |       |      | Auxerre             |
| 20 | A    | Florian Thauvin          | 26 gennaio 1993 (20 anni)   |       |      | Bastia              |
| 21 | P    | Paul Charruau            | 12 luglio 1993 (19 anni)    |       |      | Valenciennes        |

### Ghanaunder 20
Commissario tecnico: Sellas Tetteh 
| N. | Pos. | Giocatore         | Data nascita (età)         | Pres. | Reti | Squadra               |
| -- | ---- | ----------------- | -------------------------- | ----- | ---- | --------------------- |
| 1  | P    | Eric Ofori Antwi  | 20 novembre 1994 (18 anni) |       |      | Amidaus Professionals |
| 2  | D    | Jeremiah Arkorful | 30 maggio 1994 (19 anni)   |       |      | Tema Youth            |
| 3  | C    | Ebenezer Ofori    | 1º luglio 1995 (17 anni)   |       |      | New Edubiase Utd      |
| 4  | D    | Joseph Attamah    | 22 maggio 1994 (19 anni)   |       |      | Tema Youth            |
| 5  | D    | Abdul Rahman Baba | 2 luglio 1994 (18 anni)    |       |      | Greuther Fürth        |
| 6  | C    | Joseph Duncan     | 10 marzo 1993 (20 anni)    |       |      | Livorno               |
| 7  | A    | Frank Acheampong  | 16 ottobre 1993 (19 anni)  |       |      | Anderlecht            |
| 8  | C    | Seidu Salifu      | 30 novembre 1993 (19 anni) |       |      | Wa All Stars          |
| 9  | A    | Francis Narh      | 18 aprile 1994 (19 anni)   |       |      | Tema Youth            |
| 10 | C    | Clifford Aboagye  | 11 febbraio 1995 (18 anni) |       |      | Inter Allies          |
| 11 | D    | Baba Mensah       | 20 agosto 1994 (18 anni)   |       |      | Inter Allies          |
| 12 | P    | Michael Sai       | 24 luglio 1995 (17 anni)   |       |      | Berekum Chelsea       |
| 13 | D    | Richmond Nketiah  | 28 ottobre 1994 (18 anni)  |       |      | Medeama               |
| 14 | D    | Lawrence Lartey   | 23 marzo 1994 (19 anni)    |       |      | Ashanti Gold          |
| 15 | A    | Kennedy Ashia     | 13 dicembre 1993 (19 anni) |       |      | Liberty Professionals |
| 16 | P    | Richard Ofori     | 1º novembre 1993 (19 anni) |       |      | Wa All Stars          |
| 17 | A    | Ebenezer Assifuah | 3 luglio 1993 (19 anni)    |       |      | Liberty Professionals |
| 18 | C    | Michael Anaba     | 5 dicembre 1993 (19 anni)  |       |      | Asante Kotoko         |
| 19 | C    | Moses Odjer       | 17 agosto 1996 (16 anni)   |       |      | Tema Youth            |
| 20 | A    | Richmond Boakye   | 28 gennaio 1993 (20 anni)  |       |      | Sassuolo              |
| 21 | D    | Princebell Addico | 5 giugno 1994 (19 anni)    |       |      | Bechem Utd            |

### Stati Unitiunder 20
Commissario tecnico: Tab Ramos 
| N. | Pos. | Giocatore        | Data nascita (età) | Pres. | Reti | Squadra              |
| -- | ---- | ---------------- | ------------------ | ----- | ---- | -------------------- |
| 1  | P    | Cody Cropper     | 16 febbraio 1993   |       |      | Southampton          |
| 2  | D    | DeAndre Yedlin   | 9 luglio 1993      |       |      | Seattle Sounders FC  |
| 3  | D    | Juan Ocegueda    | 13 luglio 1993     |       |      | Guadalajara          |
| 4  | D    | Caleb Stanko     | 26 luglio 1993     |       |      | Friburgo             |
| 5  | D    | Shane O'Neill    | 2 settembre 1993   |       |      | Colorado Rapids      |
| 6  | C    | Wil Trapp        | 15 gennaio 1993    |       |      | Columbus Crew        |
| 7  | A    | Victor Pineda    | 15 marzo 1993      |       |      | Chicago Fire         |
| 8  | C    | Benji Joya       | 22 settembre 1993  |       |      | Santos Laguna        |
| 9  | A    | Mario Rodriguez  | 12 maggio 1994     |       |      | Kaiserslautern       |
| 10 | C    | Luis Gil         | 14 novembre 1993   |       |      | Real Salt Lake       |
| 11 | A    | José Villarreal  | 10 settembre 1993  |       |      | Los Angeles Galaxy   |
| 12 | P    | Kendall McIntosh | 24 gennaio 1994    |       |      | Santa Clara Broncos  |
| 13 | D    | Eric Miller      | 15 gennaio 1993    |       |      | Creighton Bluejays   |
| 14 | D    | Javan Torre      | 20 ottobre 1993    |       |      | UCLA Bruins          |
| 15 | C    | Mikey Lopez      | 20 febbraio 1993   |       |      | Sporting Kansas City |
| 16 | C    | Kellyn Acosta    | 24 luglio 1995     |       |      | FC Dallas            |
| 17 | A    | Daniel García    | 14 ottobre 1993    |       |      | FC Dallas            |
| 18 | D    | Oscar Sorto      | 8 agosto 1994      |       |      | Los Angeles Galaxy   |
| 19 | A    | Alonso Hernández | 1º marzo 1994      |       |      | Monterrey            |
| 20 | A    | Daniel Cuevas    | 29 luglio 1993     |       |      | Santos Laguna        |
| 21 | P    | Zack Steffen     | 2 aprile 1995      |       |      | Maryland Terrapins   |

### Spagnaunder 20
Commissario tecnico: Julen Lopetegui 
| N. | Pos. | Giocatore        | Data nascita (età)         | Pres. | Reti | Squadra          |
| -- | ---- | ---------------- | -------------------------- | ----- | ---- | ---------------- |
| 1  | P    | Daniel Sotres    | 21 maggio 1993 (20 anni)   |       |      | Racing Santander |
| 2  | D    | Javier Manquillo | 5 maggio 1994 (19 anni)    |       |      | Atlético Madrid  |
| 3  | C    | José Luis Gayà   | 25 maggio 1995 (18 anni)   |       |      | Valencia         |
| 4  | D    | Derik Osede      | 21 febbraio 1993 (20 anni) |       |      | Real Madrid      |
| 5  | D    | Israel Puerto    | 15 giugno 1993 (20 anni)   |       |      | Sevilla          |
| 6  | C    | José Campaña     | 31 maggio 1993 (20 anni)   |       |      | Sevilla          |
| 7  | A    | Rubén García     | 14 luglio 1993 (19 anni)   |       |      | Levante          |
| 8  | C    | Suso             | 19 novembre 1993 (19 anni) |       |      | Liverpool        |
| 9  | A    | Paco Alcácer     | 30 agosto 1993 (19 anni)   |       |      | Getafe           |
| 10 | A    | Jesé Rodríguez   | 26 febbraio 1993 (20 anni) |       |      | Real Madrid      |
| 11 | C    | Juan Bernat      | 1º marzo 1993 (20 anni)    |       |      | Valencia         |
| 12 | D    | Diego Llorente   | 16 agosto 1993 (19 anni)   |       |      | Real Madrid      |
| 13 | P    | Adrián Ortolá    | 20 agosto 1993 (19 anni)   |       |      | Villarreal       |
| 14 | C    | Ager Aketxe      | 30 dicembre 1993 (19 anni) |       |      | Athletic Bilbao  |
| 15 | C    | Saúl Ñíguez      | 21 novembre 1994 (18 anni) |       |      | Atlético Madrid  |
| 16 | C    | Óliver Torres    | 10 novembre 1994 (18 anni) |       |      | Atlético Madrid  |
| 17 | A    | Gerard Deulofeu  | 13 marzo 1994 (19 anni)    |       |      | Barcellona       |
| 18 | C    | Denis Suárez     | 6 gennaio 1994 (19 anni)   |       |      | Manchester City  |
| 19 | A    | Jairo Samperio   | 11 luglio 1993 (19 anni)   |       |      | Racing Santander |
| 20 | D    | Jonny Castro     | 3 marzo 1994 (19 anni)     |       |      | Celta            |
| 21 | P    | Rubén Yáñez      | 12 ottobre 1993 (19 anni)  |       |      | Real Madrid      |

## Gruppo B

### Cubaunder 20
Commissario tecnico: Raúl González Triana 
| N. | Pos. | Giocatore         | Data nascita (età) | Pres. | Reti | Squadra       |
| -- | ---- | ----------------- | ------------------ | ----- | ---- | ------------- |
| 1  | P    | Sandy Sánchez     | 24 maggio 1994     |       |      | Las Tunas     |
| 2  | D    | Andy Vaquero      | 17 marzo 1994      |       |      | La Habana     |
| 3  | D    | Emmanuel Labrada  | 19 gennaio 1994    |       |      | Granma        |
| 4  | C    | Yolexis Collado   | 21 febbraio 1994   |       |      | La Habana     |
| 5  | D    | Brian Rosales     | 7 marzo 1995       |       |      | Matanzas      |
| 6  | D    | Yosel Piedra      | 27 marzo 1994      |       |      | Villa Clara   |
| 7  | A    | Randy Valier      | 12 settembre 1993  |       |      | Guantánamo    |
| 8  | C    | Yordan Santa Cruz | 7 ottobre 1993     |       |      | Cienfuegos    |
| 9  | A    | Maykel Reyes      | 4 marzo 1993       |       |      | Pinar del Río |
| 10 | A    | Héctor Morales    | 19 gennaio 1993    |       |      | La Habana     |
| 11 | C    | Dairon Pérez      | 7 gennaio 1994     |       |      | La Habana     |
| 12 | P    | Delvis Lumpuy     | 21 febbraio 1994   |       |      | Villa Clara   |
| 13 | D    | Lázaro Mezquía    | 3 gennaio 1994     |       |      | Artemisa      |
| 14 | C    | Arichel Hernández | 20 settembre 1993  |       |      | Villa Clara   |
| 15 | C    | Adrián Diz        | 4 marzo 1994       |       |      | La Habana     |
| 16 | C    | Daniel Saéz       | 11 maggio 1994     |       |      | La Habana     |
| 17 | C    | Pedro Anderson    | 9 novembre 1993    |       |      | Artemisa      |
| 18 | D    | Abel Martínez     | 3 giugno 1993      |       |      | La Habana     |
| 19 | D    | David Urgellés    | 24 aprile 1995     |       |      | Guantánamo    |
| 20 | A    | Osmany Capote     | 11 marzo 1995      |       |      | Villa Clara   |
| 21 | P    | Elier Pozo        | 20 gennaio 1995    |       |      | Pinar del Río |

### Corea del Sudunder 20
Commissario tecnico: Lee Kwang-jong 
| N. | Pos. | Giocatore       | Data nascita (età)         | Pres. | Reti | Squadra                 |
| -- | ---- | --------------- | -------------------------- | ----- | ---- | ----------------------- |
| 1  | P    | Lee Chang-keun  | 30 agosto 1993 (19 anni)   |       |      | Busan IPark             |
| 2  | D    | Sim Sang-min    | 21 maggio 1993 (20 anni)   |       |      | Università di Chung-Ang |
| 3  | D    | Kim Yong-hwan   | 25 maggio 1993 (20 anni)   |       |      | Soongsil University     |
| 4  | D    | Yeon Je-min     | 28 maggio 1993 (20 anni)   |       |      | Suwon Samsung Bluewings |
| 5  | D    | Woo Joo-sung    | 8 giugno 1993 (20 anni)    |       |      | Università di Chung-Ang |
| 6  | C    | Kim Sun-woo     | 19 aprile 1993 (20 anni)   |       |      | Università di Ulsan     |
| 7  | C    | Ryu Seung-woo   | 17 dicembre 1993 (19 anni) |       |      | Università di Chung-Ang |
| 8  | C    | Lee Chang-min   | 20 gennaio 1994 (19 anni)  |       |      | Università di Chung-Ang |
| 9  | A    | Kim Hyun        | 3 maggio 1993 (20 anni)    |       |      | Seongnam Ilhwa          |
| 10 | C    | Kwon Chang-hoon | 30 giugno 1994 (18 anni)   |       |      | Suwon Samsung Bluewings |
| 11 | C    | Kang Sang-woo   | 7 ottobre 1993 (19 anni)   |       |      | Univ. Kyung Hee         |
| 12 | D    | Kang Yun-koo    | 8 febbraio 1993 (20 anni)  |       |      | Vissel Kobe             |
| 13 | D    | Park Yong-jun   | 21 giugno 1993 (20 anni)   |       |      | Suwon Samsung           |
| 14 | D    | Song Ju-hun     | 13 gennaio 1994 (19 anni)  |       |      | Konkuk University       |
| 15 | C    | Jung Hyun-cheol | 26 aprile 1993 (20 anni)   |       |      | Università Dongguk      |
| 16 | A    | Lee Gwang-hoon  | 26 novembre 1993 (19 anni) |       |      | Pohang Steelers         |
| 17 | C    | Na Sung-soo     | 13 agosto 1993 (19 anni)   |       |      | Yokohama F.C.           |
| 18 | P    | Ham Seok-min    | 14 febbraio 1994 (19 anni) |       |      | Soongsil University     |
| 19 | A    | Cho Suk-jae     | 24 marzo 1993 (20 anni)    |       |      | Konkuk University       |
| 20 | C    | Han Sung-gyu    | 27 gennaio 1993 (20 anni)  |       |      | Univ. Kwangwoon         |
| 21 | P    | Kim Dong-jun    | 19 dicembre 1994 (18 anni) |       |      | Università Yonsei       |

### Nigeriaunder 20
Commissario tecnico: John Obuh 
| N. | Pos. | Giocatore                | Data nascita (età)         | Pres. | Reti | Squadra                  |
| -- | ---- | ------------------------ | -------------------------- | ----- | ---- | ------------------------ |
| 1  | P    | Chukwunenye Samuel Okani | 11 febbraio 1994 (19 anni) |       |      | Enyimba                  |
| 2  | D    | Wilfred Ndidi            | 16 dicembre 1996 (16 anni) |       |      | Natalia Football Academy |
| 3  | D    | Kingsley Madu            | 12 dicembre 1995 (17 anni) |       |      | El-Kanemi Warriors       |
| 4  | D    | Abdullahi Shehu          | 12 marzo 1993 (20 anni)    |       |      | Kano Pillars             |
| 5  | D    | Chizoba Amaefule         | 28 ottobre 1994 (18 anni)  |       |      | Dolphins                 |
| 6  | D    | Ikechukwu Okorie         | 18 novembre 1993 (19 anni) |       |      | Enyimba                  |
| 7  | A    | Aminu Umar               | 6 marzo 1995 (18 anni)     |       |      | Wikki Tourists           |
| 8  | C    | Michael Olaitan          | 1º gennaio 1993 (20 anni)  |       |      | Olympiacos               |
| 9  | A    | Olarenwaju Kayode        | 8 maggio 1993 (20 anni)    |       |      | Heartland                |
| 10 | C    | Abdul Ajagun             | 10 febbraio 1993 (20 anni) |       |      | Dolphins                 |
| 11 | A    | Alhaji Gero              | 10 ottobre 1993 (19 anni)  |       |      | Enugu Rangers            |
| 12 | C    | Ovbokha Agboyi           | 14 dicembre 1994 (18 anni) |       |      | Bayelsa United           |
| 13 | A    | Samuel Eduok             | 31 gennaio 1994 (19 anni)  |       |      | Dolphins                 |
| 14 | C    | Christian Pyagbara       | 13 marzo 1996 (17 anni)    |       |      | Sharks                   |
| 15 | D    | Moses Orkuma             | 19 luglio 1994 (18 anni)   |       |      | Lobi Stars               |
| 16 | P    | Jonah Usman              | 10 ottobre 1993 (19 anni)  |       |      | ABS                      |
| 17 | C    | Chidi Osuchukwu          | 11 ottobre 1993 (19 anni)  |       |      | Dolphins                 |
| 18 | A    | Edafe Egbedi             | 5 agosto 1993 (19 anni)    |       |      | Aarhus                   |
| 19 | C    | Uche Agbo                | 4 dicembre 1995 (17 anni)  |       |      | Enyimba                  |
| 20 | A    | Moses Simon              | 12 luglio 1995 (17 anni)   |       |      | Ajax                     |
| 21 | P    | John Felagha             | 27 luglio 1994 (18 anni)   |       |      | Eupen                    |

### Portogallounder 20
Commissario tecnico: Edgar Álvaro Borges 
| N. | Pos. | Giocatore      | Data nascita (età) | Pres. | Reti | Squadra           |
| -- | ---- | -------------- | ------------------ | ----- | ---- | ----------------- |
| 1  | P    | Bruno Varela   | 4 novembre 1994    |       |      | Benfica           |
| 2  | D    | João Cancelo   | 27 maggio 1994     |       |      | Benfica           |
| 3  | D    | Tiago Ferreira | 10 luglio 1993     |       |      | Porto             |
| 4  | D    | Tiago Ilori    | 26 febbraio 1993   |       |      | Sporting          |
| 5  | D    | Mica Pinto     | 4 giugno 1993      |       |      | Sporting          |
| 6  | C    | Agostinho Cá   | 24 luglio 1993     |       |      | Barcellona        |
| 7  | A    | Ricardo        | 6 ottobre 1993     |       |      | Vitória Guimarães |
| 8  | C    | João Mário     | 19 gennaio 1993    |       |      | Sporting          |
| 9  | A    | Aladje         | 22 ottobre 1993    |       |      | Aprilia           |
| 10 | A    | Ricardo Esgaio | 16 maggio 1993     |       |      | Sporting          |
| 11 | A    | Bruma          | 24 ottobre 1994    |       |      | Sporting          |
| 12 | P    | José Sá        | 17 gennaio 1993    |       |      | Marítimo          |
| 13 | D    | Tomás Dabó     | 27 ottobre 1993    |       |      | Braga             |
| 14 | D    | Edgar Ié       | 1º maggio 1994     |       |      | Barcellona        |
| 15 | C    | André Gomes    | 30 luglio 1993     |       |      | Benfica           |
| 16 | C    | Ricardo Alves  | 25 marzo 1993      |       |      | Belenenses        |
| 17 | C    | Tó Zé          | 14 gennaio 1993    |       |      | Porto             |
| 18 | C    | Tiago Silva    | 2 giugno 1993      |       |      | Belenenses        |
| 19 | A    | Ivan Cavaleiro | 18 ottobre 1993    |       |      | Benfica           |
| 20 | D    | Kiko           | 20 gennaio 1993    |       |      | Vitória Setúbal   |
| 21 | P    | Rafael Veloso  | 3 novembre 1993    |       |      | Belenenses        |

## Gruppo C

### Colombiaunder 20
Commissario tecnico: Carlos Restrepo 
| N. | Pos. | Giocatore               | Data nascita (età)         | Pres. | Reti | Squadra                          |
| -- | ---- | ----------------------- | -------------------------- | ----- | ---- | -------------------------------- |
| 1  | P    | Cristian Bonilla        | 2 giugno 1993 (20 anni)    |       |      | Atlético Nacional                |
| 2  | D    | Jherson Vergara         | 26 maggio 1994 (19 anni)   |       |      | Universitario Popayán            |
| 3  | D    | Deivy Balanta           | 9 febbraio 1993 (20 anni)  |       |      | Alianza Petrolera                |
| 4  | D    | Andrés Correa           | 29 gennaio 1994 (19 anni)  |       |      | Deportivo Independiente Medellín |
| 5  | D    | Felipe Aguilar          | 20 gennaio 1993 (20 anni)  |       |      | Alianza Petrolera                |
| 6  | C    | José Leudo              | 9 novembre 1993 (19 anni)  |       |      | Estudiantes de La Plata          |
| 7  | A    | Harrison Mojica         | 17 febbraio 1993 (20 anni) |       |      | Deportivo Cali                   |
| 8  | C    | Pedro Osorio            | 30 aprile 1994 (19 anni)   |       |      | Atlético Nacional                |
| 9  | A    | Jhon Córdoba            | 11 maggio 1993 (20 anni)   |       |      | Chiapas                          |
| 10 | C    | Juan Fernando Quintero  | 18 gennaio 1993 (20 anni)  |       |      | Pescara                          |
| 11 | C    | Cristian Palomeque      | 2 aprile 1994 (19 anni)    |       |      | Alianza Petrolera                |
| 12 | P    | Luis Hurtado            | 24 gennaio 1994 (19 anni)  |       |      | Deportivo Cali                   |
| 13 | D    | Helibelton Palacios     | 11 giugno 1993 (20 anni)   |       |      | Deportivo Cali                   |
| 14 | C    | Sebastián Pérez Cardona | 29 marzo 1993 (20 anni)    |       |      | Atlético Nacional                |
| 15 | C    | Guillermo Celis         | 8 maggio 1993 (20 anni)    |       |      | Junior                           |
| 16 | C    | Luis Hernando Mena      | 20 maggio 1994 (19 anni)   |       |      | Boyacá Chicó                     |
| 17 | A    | Andrés Rentería         | 6 marzo 1993 (20 anni)     |       |      | Santos Laguna                    |
| 18 | D    | Yair Ibargüen           | 3 maggio 1993 (20 anni)    |       |      | Olimpia                          |
| 19 | A    | Miguel Borja            | 26 gennaio 1993 (20 anni)  |       |      | Cortuluá                         |
| 20 | A    | Brayan Perea            | 25 febbraio 1993 (20 anni) |       |      | Lazio                            |
| 21 | P    | Jair Mosquera           | 5 febbraio 1993 (20 anni)  |       |      | Barranquilla                     |

### Turchiaunder 20
Commissario tecnico: Feyyaz Uçar 
| N. | Pos. | Giocatore        | Data nascita (età) | Pres. | Reti | Squadra               |
| -- | ---- | ---------------- | ------------------ | ----- | ---- | --------------------- |
| 1  | P    | Aykut Özer       | 1º gennaio 1993    |       |      | Eintracht Frankfurt   |
| 2  | D    | Sadık Çiftpınar  | 1º gennaio 1993    |       |      | Galatasaray           |
| 3  | D    | İlkay Durmuş     | 1º maggio 1994     |       |      | Gençlerbirliği        |
| 4  | D    | Hakan Çinemre    | 13 febbraio 1994   |       |      | Fenerbahçe            |
| 5  | D    | Ahmet Çalık      | 26 febbraio 1994   |       |      | Gençlerbirliği        |
| 6  | C    | Salih Uçan       | 6 gennaio 1994     |       |      | Fenerbahçe            |
| 7  | C    | Taşkın Çalış     | 25 luglio 1993     |       |      | Gaziantepspor         |
| 8  | C    | Okay Yokuşlu     | 9 marzo 1994       |       |      | Kayserispor           |
| 9  | A    | Artun Akçakın    | 6 maggio 1993      |       |      | Gençlerbirliği        |
| 10 | C    | Hakan Çalhanoğlu | 8 febbraio 1994    |       |      | Karlsruher            |
| 11 | C    | Halil Akbunar    | 9 novembre 1993    |       |      | Göztepe               |
| 12 | P    | Muhammed Uysal   | 1º gennaio 1994    |       |      | Galatasaray           |
| 13 | C    | Cenk Şahin       | 22 settembre 1994  |       |      | İstanbul BB           |
| 14 | A    | Sinan Bakış      | 22 aprile 1994     |       |      | Bayer 04 Leverkusen   |
| 15 | C    | Cumali Bişi      | 15 giugno 1993     |       |      | Çaykur Rizespor       |
| 16 | C    | Alpaslan Öztürk  | 16 luglio 1993     |       |      | Beerschot             |
| 17 | D    | Ethem Pülgir     | 2 aprile 1993      |       |      | Kartalspor            |
| 18 | P    | Onurcan Piri     | 28 settembre 1994  |       |      | Giresunspor           |
| 19 | A    | İbrahim Yılmaz   | 6 febbraio 1994    |       |      | Darıca Gençlerbirliği |
| 20 | D    | Fatih Turan      | 5 aprile 1993      |       |      | Fortuna Sittard       |
| 21 | C    | Kerim Frei       | 19 novembre 1993   |       |      | Fulham                |

### El Salvadorunder 20
Commissario tecnico: Mauricio Tuco Alfaro 
| N. | Pos. | Giocatore          | Data nascita (età)          | Pres. | Reti | Squadra                       |
| -- | ---- | ------------------ | --------------------------- | ----- | ---- | ----------------------------- |
| 1  | P    | Rolando Morales    | 1º marzo 1994 (19 anni)     |       |      | Turín FESA                    |
| 2  | D    | Oliver Ayala       | 4 gennaio 1994 (19 anni)    |       |      | León                          |
| 3  | C    | Tomás Granitto     | 12 giugno 1993 (20 anni)    |       |      | Florida Gulf Coast University |
| 4  | D    | Giovanni Zavaleta  | 27 settembre 1994 (18 anni) |       |      | Turín FESA                    |
| 5  | C    | Romilio Hernández  | 6 giugno 1995 (18 anni)     |       |      | Baltimore Bays                |
| 6  | D    | Marvin Baumgartner | 13 gennaio 1993 (20 anni)   |       |      | Zurigo                        |
| 7  | C    | Jairo Henríquez    | 31 agosto 1993 (19 anni)    |       |      | Turín FESA                    |
| 8  | C    | José Villavicencio | 24 gennaio 1995 (18 anni)   |       |      | Turín FESA                    |
| 9  | A    | José Ángel Peña    | 10 dicembre 1994 (18 anni)  |       |      | Turín FESA                    |
| 10 | C    | Diego Coca         | 26 agosto 1994 (18 anni)    |       |      | Turín FESA                    |
| 11 | A    | Maikon Orellana    | 12 novembre 1993 (19 anni)  |       |      | Brøndby                       |
| 12 | D    | Kevin Barahona     | 1º ottobre 1994 (18 anni)   |       |      | Turín FESA                    |
| 13 | D    | Miguel Lemus       | 26 ottobre 1993 (19 anni)   |       |      | Turín FESA                    |
| 14 | C    | Óscar Rodríguez    | 16 aprile 1995 (18 anni)    |       |      | CD Atletico San Jose          |
| 15 | C    | René Gómez         | 8 gennaio 1993 (20 anni)    |       |      | Turín FESA                    |
| 16 | C    | Benjamín Díaz      | 8 maggio 1993 (20 anni)     |       |      | Columbia University           |
| 17 | D    | Kevin Ayala        | 15 luglio 1994 (18 anni)    |       |      | Turín FESA                    |
| 18 | P    | Adolfo Menéndez    | 3 luglio 1993 (19 anni)     |       |      | FAS                           |
| 19 | C    | Bernardo Majano    | 9 dicembre 1995 (17 anni)   |       |      | DC United                     |
| 20 | A    | Roberto González   | 25 marzo 1993 (20 anni)     |       |      | Santa Tecla                   |
| 21 | P    | Carlos Cañas       | 9 settembre 1994 (18 anni)  |       |      | Longwood University           |

### Australiaunder 20
Commissario tecnico: Paul Okon 
| N. | Pos. | Giocatore        | Data nascita (età) | Pres. | Reti | Squadra                  |
| -- | ---- | ---------------- | ------------------ | ----- | ---- | ------------------------ |
| 1  | P    | Paul Izzo        | 6 gennaio 1995     |       |      | Adelaide United          |
| 2  | C    | Joshua Brillante | 25 marzo 1993      |       |      | Newcastle Jets           |
| 3  | D    | Connor Chapman   | 31 ottobre 1994    |       |      | Newcastle Jets           |
| 4  | D    | Curtis Good      | 23 marzo 1993      |       |      | Newcastle United         |
| 5  | D    | Scott Galloway   | 10 aprile 1995     |       |      | Melbourne Victory        |
| 6  | C    | Jackson Irvine   | 7 marzo 1993       |       |      | Celtic                   |
| 7  | C    | Ryan Williams    | 28 ottobre 1993    |       |      | Fulham                   |
| 8  | C    | Hagi Gligor      | 8 aprile 1995      |       |      | Sydney                   |
| 9  | A    | Adam Taggart     | 2 giugno 1993      |       |      | Newcastle Jets           |
| 10 | A    | Corey Gameiro    | 7 febbraio 1993    |       |      | Wellington Phoenix       |
| 11 | A    | Connor Pain      | 11 novembre 1993   |       |      | Melbourne Victory        |
| 12 | P    | Jack Duncan      | 2 novembre 1994    |       |      | Newcastle Jets           |
| 13 | D    | Reece Caira      | 1º luglio 1993     |       |      | Western Sydney Wanderers |
| 14 | A    | Jamie Maclaren   | 29 luglio 1993     |       |      | Blackburn                |
| 15 | D    | Jason Geria      | 10 maggio 1993     |       |      | Melbourne Victory        |
| 16 | D    | David Vranković  | 11 novembre 1993   |       |      | Melbourne Heart          |
| 17 | D    | Andrew Hoole     | 22 ottobre 1993    |       |      | Newcastle Jets           |
| 18 | D    | James Donachie   | 6 agosto 1993      |       |      | Brisbane Roar            |
| 19 | C    | Ryan Edwards     | 17 novembre 1993   |       |      | Reading                  |
| 20 | C    | Daniel De Silva  | 6 marzo 1997       |       |      | Perth Glory              |
| 21 | P    | Anthony Bouzanis | 1º novembre 1995   |       |      | Sydney FC                |

## Gruppo D

### Messicounder 20
Commissario tecnico: Sergio Almaguer 
| N. | Pos. | Giocatore                  | Data nascita (età)         | Pres. | Reti | Squadra       |
| -- | ---- | -------------------------- | -------------------------- | ----- | ---- | ------------- |
| 1  | P    | Richard Sánchez            | 5 maggio 1994 (19 anni)    |       |      | FC Dallas     |
| 2  | D    | Francisco Javier Flores    | 17 gennaio 1994 (19 anni)  |       |      | Cruz Azul     |
| 3  | D    | Hedgardo Marín             | 21 febbraio 1993 (20 anni) |       |      | Guadalajara   |
| 4  | D    | Antonio Briseño            | 5 febbraio 1994 (19 anni)  |       |      | Atlas         |
| 5  | D    | Bernardo Hernández de León | 10 giugno 1993 (20 anni)   |       |      | Monterrey     |
| 6  | C    | Armando Zamorano           | 3 ottobre 1993 (19 anni)   |       |      | Jaguares      |
| 7  | C    | Jonathan Espericueta       | 9 agosto 1994 (18 anni)    |       |      | Tigres UANL   |
| 8  | C    | Raúl López                 | 23 febbraio 1993 (20 anni) |       |      | Guadalajara   |
| 9  | A    | Marco Bueno                | 31 marzo 1994 (19 anni)    |       |      | Pachuca       |
| 10 | C    | Jesús Corona               | 6 gennaio 1993 (20 anni)   |       |      | Monterrey     |
| 11 | C    | Alfonso González           | 5 settembre 1994 (18 anni) |       |      | Atlas         |
| 12 | P    | Gibran Lajud               | 25 dicembre 1993 (19 anni) |       |      | Cruz Azul     |
| 13 | D    | José Abella                | 10 febbraio 1994 (19 anni) |       |      | Santos Laguna |
| 14 | D    | Abel Fuentes               | 16 novembre 1993 (19 anni) |       |      | Guadalajara   |
| 15 | D    | Josecarlos Van Rankin      | 14 maggio 1993 (20 anni)   |       |      | Pumas UNAM    |
| 16 | C    | Carlos Treviño             | 19 aprile 1993 (20 anni)   |       |      | Atlas         |
| 17 | A    | Julio Morales              | 19 dicembre 1993 (19 anni) |       |      | Chivas USA    |
| 18 | C    | Uvaldo Luna                | 21 dicembre 1993 (19 anni) |       |      | Tigres UANL   |
| 19 | A    | Luis Madrigal              | 10 febbraio 1993 (20 anni) |       |      | Monterrey     |
| 20 | A    | Jesús Escoboza             | 22 gennaio 1993 (20 anni)  |       |      | Necaxa        |
| 21 | P    | Alberto Gurrola            | 9 aprile 1993 (20 anni)    |       |      | Atlas         |

### Greciaunder 20
Commissario tecnico: Kostas Tsanas 
| N. | Pos. | Giocatore                       | Data nascita (età)          | Pres. | Reti | Squadra          |
| -- | ---- | ------------------------------- | --------------------------- | ----- | ---- | ---------------- |
| 1  | P    | Stefanos Kapino                 | 18 marzo 1994 (19 anni)     |       |      | Panathinaikos    |
| 2  | D    | Nikos Marinakīs                 | 12 settembre 1993 (19 anni) |       |      | Panathinaikos    |
| 3  | C    | Kōstas Stafylidīs               | 2 dicembre 1993 (19 anni)   |       |      | Bayer Leverkusen |
| 4  | D    | Mauroudīs Mpougaïdīs            | 1º giugno 1993 (20 anni)    |       |      | AEK Athens       |
| 5  | D    | Kōnstantinos Triantafyllopoulos | 3 aprile 1993 (20 anni)     |       |      | Panathinaikos    |
| 6  | C    | Panagiōtīs Mpallas              | 6 settembre 1993 (19 anni)  |       |      | Atromitos        |
| 7  | C    | Dīmītrios Pelkas                | 26 ottobre 1993 (19 anni)   |       |      | PAOK             |
| 8  | C    | Spyros Fourlanos                | 19 novembre 1993 (19 anni)  |       |      | Panathinaikos    |
| 9  | A    | Dīmītrīs Diamantakos            | 5 marzo 1993 (20 anni)      |       |      | Aris             |
| 10 | C    | Dīmītrīs Kolovos                | 27 aprile 1993 (20 anni)    |       |      | Panionios        |
| 11 | A    | Giannīs Gianniōtas              | 29 aprile 1993 (20 anni)    |       |      | Aris             |
| 12 | P    | Sōkratīs Dioudīs                | 3 febbraio 1993 (20 anni)   |       |      | Aris             |
| 13 | P    | Nikolaos Giannakopoulos         | 19 febbraio 1993 (20 anni)  |       |      | Panionios        |
| 14 | C    | Charalampos Lykogiannīs         | 22 ottobre 1993 (19 anni)   |       |      | Olympiacos       |
| 15 | C    | Dīmītrios Kourmpelīs            | 2 novembre 1993 (19 anni)   |       |      | Asteras Tripolis |
| 16 | D    | Dīmītrīs Kōnstantinidīs         | 2 giugno 1994 (19 anni)     |       |      | PAOK             |
| 17 | A    | Anastasios Bakasetas            | 28 giugno 1993 (19 anni)    |       |      | Asteras Tripolis |
| 18 | C    | Andreas Mpouchalakīs            | 5 aprile 1993 (20 anni)     |       |      | Ergotelis        |
| 19 | A    | Antōnīs Ranos                   | 15 giugno 1993 (20 anni)    |       |      | Skoda Xanthi     |
| 20 | D    | Alexandros Kouros               | 21 agosto 1993 (19 anni)    |       |      | Panionios        |
| 21 | D    | Dīmītrīs Goutas                 | 4 aprile 1994 (19 anni)     |       |      | Skoda Xanthi     |

### Paraguayunder 20
Commissario tecnico: Víctor Genes 
| N. | Pos. | Giocatore               | Data nascita (età)         | Pres. | Reti | Squadra          |
| -- | ---- | ----------------------- | -------------------------- | ----- | ---- | ---------------- |
| 1  | P    | Diego Morel             | 15 dicembre 1993 (19 anni) |       |      | Libertad         |
| 2  | D    | Miller Mareco           | 31 gennaio 1994 (19 anni)  |       |      | Rubio Ñu         |
| 3  | D    | Teodoro Paredes         | 1º aprile 1993 (20 anni)   |       |      | Cerro Porteño    |
| 4  | D    | Júnior Alonso           | 9 febbraio 1993 (20 anni)  |       |      | Cerro Porteño    |
| 5  | D    | Gustavo Gómez           | 6 maggio 1993 (20 anni)    |       |      | Libertad         |
| 6  | C    | Iván Ramírez            | 8 dicembre 1994 (18 anni)  |       |      | Libertad         |
| 7  | A    | Antonio Sanabria        | 4 marzo 1996 (17 anni)     |       |      | Barcellona       |
| 8  | C    | Ángel Cardozo           | 19 ottobre 1994 (18 anni)  |       |      | Rubio Ñu         |
| 9  | A    | Cláudio Correa          | 3 maggio 1993 (20 anni)    |       |      | Sportivo Luqueño |
| 10 | A    | Derlis González Galeano | 20 marzo 1994 (19 anni)    |       |      | Guaraní          |
| 11 | A    | Cecilio Domínguez       | 11 agosto 1994 (18 anni)   |       |      | Sol de América   |
| 12 | P    | Alejandro Bogado        | 28 luglio 1994 (18 anni)   |       |      | Guaraní          |
| 13 | A    | Brian Montenegro        | 10 giugno 1993 (20 anni)   |       |      | Rubio Ñu         |
| 14 | D    | Aquilino Gimenez        | 21 aprile 1993 (20 anni)   |       |      | Olimpia          |
| 15 | C    | Robert Piris            | 26 luglio 1994 (18 anni)   |       |      | Rubio Ñu         |
| 16 | C    | Miguel Almirón          | 10 febbraio 1994 (19 anni) |       |      | Cerro Porteño    |
| 17 | D    | Jorge Balbuena          | 7 giugno 1993 (20 anni)    |       |      | Cerro Porteño    |
| 18 | C    | Jorge Rojas             | 7 gennaio 1993 (20 anni)   |       |      | Benfica          |
| 19 | D    | Matías Pérez            | 4 gennaio 1994 (19 anni)   |       |      | Nacional         |
| 20 | A    | Juan Villamayor         | 29 marzo 1994 (19 anni)    |       |      | Libertad         |
| 21 | P    | Armando Vera            | 4 febbraio 1993 (20 anni)  |       |      | Libertad         |

### Maliunder 20
Commissario tecnico: Moussa Keita 
| N. | Pos. | Giocatore          | Data nascita (età)          | Pres. | Reti | Squadra                       |
| -- | ---- | ------------------ | --------------------------- | ----- | ---- | ----------------------------- |
| 1  | P    | Fofana Ahamadou    | 8 settembre 1994 (18 anni)  |       |      | Jeanne D'Arc                  |
| 2  | A    | Hamidou Traoré     | 7 ottobre 1996 (16 anni)    |       |      | Cercle Olympique de Bamako    |
| 3  | C    | Abdoulaye Keita    | 5 gennaio 1994 (19 anni)    |       |      | SC Bastia                     |
| 4  | D    | Ousmane Keita      | 9 maggio 1994 (19 anni)     |       |      | Association Sportive Korofina |
| 5  | A    | Samba Diallo       | 7 ottobre 1994 (18 anni)    |       |      | Djoliba AC                    |
| 6  | D    | Boubacar Diarra    | 18 aprile 1994 (19 anni)    |       |      | TP Mazembe                    |
| 7  | A    | Souleymane Sissoko | 10 aprile 1996 (17 anni)    |       |      | Association Sportive Korofina |
| 8  | C    | Mamadou Denon      | 27 giugno 1993 (19 anni)    |       |      | Jeanne D'Arc                  |
| 9  | A    | Adama Niane        | 16 giugno 1993 (20 anni)    |       |      | Nantes                        |
| 10 | A    | Seydou Traoré      | 1º gennaio 1993 (20 anni)   |       |      | AS Bakaridjan                 |
| 11 | A    | Tiécoro Keita      | 13 aprile 1994 (19 anni)    |       |      | Guingamp                      |
| 12 | D    | Mahamadou Traoré   | 31 dicembre 1994 (18 anni)  |       |      | AS Bakaridjan                 |
| 13 | D    | Issaka Samaké      | 20 ottobre 1994 (18 anni)   |       |      | Stade Malien                  |
| 14 | C    | Adama Mariko       | 31 gennaio 1994 (19 anni)   |       |      | Association Sportive Korofina |
| 15 | C    | Bakary Nimaga      | 6 dicembre 1994 (18 anni)   |       |      | Skënderbeu                    |
| 16 | P    | Sory Traoré        | 24 gennaio 1996 (17 anni)   |       |      | AS Bamako                     |
| 17 | A    | Adama Traoré       | 5 giugno 1995 (18 anni)     |       |      | Cercle Olympique de Bamako    |
| 18 | A    | Malick Berthé      | 14 settembre 1994 (18 anni) |       |      | AS Bamako                     |
| 19 | D    | Youssouf Koné      | 5 luglio 1995 (17 anni)     |       |      | AS Bakaridjan                 |
| 20 | D    | Ichaka Diarra      | 18 gennaio 1995 (18 anni)   |       |      | Onze Createurs                |
| 21 | P    | Germain Berthé     | 24 ottobre 1993 (19 anni)   |       |      | Onze Createurs                |

## Group E

### Cileunder 20
Commissario tecnico: Mario Salas 
| N. | Pos. | Giocatore           | Data nascita (età)         | Pres. | Reti | Squadra              |
| -- | ---- | ------------------- | -------------------------- | ----- | ---- | -------------------- |
| 1  | P    | Darío Melo          | 24 marzo 1994 (19 anni)    |       |      | Palestino            |
| 2  | D    | Felipe Campos       | 8 novembre 1993 (19 anni)  |       |      | Palestino            |
| 3  | D    | Alejandro Contreras | 3 marzo 1993 (20 anni)     |       |      | Palestino            |
| 4  | D    | Valber Huerta       | 26 agosto 1993 (19 anni)   |       |      | Universidad de Chile |
| 5  | D    | Igor Lichnovsky     | 7 marzo 1994 (19 anni)     |       |      | Universidad de Chile |
| 6  | C    | Sebastián Martínez  | 6 giugno 1993 (20 anni)    |       |      | Universidad de Chile |
| 7  | C    | Christian Bravo     | 1º ottobre 1993 (19 anni)  |       |      | NK Konavljanin       |
| 8  | D    | Andrés Robles       | 7 maggio 1994 (19 anni)    |       |      | Santiago Wanderers   |
| 9  | A    | Felipe Mora         | 2 agosto 1993 (19 anni)    |       |      | Audax Italiano       |
| 10 | C    | Nicolás Maturana    | 8 luglio 1993 (19 anni)    |       |      | Universidad de Chile |
| 11 | A    | Ángelo Henríquez    | 13 aprile 1994 (19 anni)   |       |      | Manchester United    |
| 12 | P    | Brayan Cortés       | 11 marzo 1995 (18 anni)    |       |      | Deportes Iquique     |
| 13 | C    | Óscar Hernández     | 3 luglio 1994 (18 anni)    |       |      | Unión Española       |
| 14 | C    | Bryan Rabello       | 16 maggio 1994 (19 anni)   |       |      | Sevilla              |
| 15 | C    | Cristián Cuevas     | 2 aprile 1995 (18 anni)    |       |      | Chelsea              |
| 16 | C    | César Fuentes       | 12 maggio 1993 (20 anni)   |       |      | O'Higgins            |
| 17 | C    | Diego Rojas         | 15 febbraio 1995 (18 anni) |       |      | Universidad Católica |
| 18 | A    | Nicolás Castillo    | 14 febbraio 1993 (20 anni) |       |      | Universidad Católica |
| 19 | D    | Mario Larenas       | 27 luglio 1993 (19 anni)   |       |      | Unión Española       |
| 20 | C    | Claudio Baeza       | 23 dicembre 1993 (19 anni) |       |      | Colo-Colo            |
| 21 | P    | Álvaro Salazar      | 24 marzo 1993 (20 anni)    |       |      | Colo-Colo            |

### Egittounder 20
Commissario tecnico: Rabie Yassin 
| N. | Pos. | Giocatore         | Data nascita (età)          | Pres. | Reti | Squadra              |
| -- | ---- | ----------------- | --------------------------- | ----- | ---- | -------------------- |
| 1  | P    | Mosad Awad        | 15 gennaio 1993 (20 anni)   |       |      | Al Ahly              |
| 2  | D    | Abdalla El Hadad  | 1º febbraio 1993 (20 anni)  |       |      | Wadi Degla           |
| 3  | D    | El Hambaly Hammad | 2 gennaio 1993 (20 anni)    |       |      | Wadi Degla           |
| 4  | C    | Mahmoud Kahraba   | 13 aprile 1994 (19 anni)    |       |      | ENPPI                |
| 5  | D    | Yasser Ibrahim    | 10 febbraio 1993 (20 anni)  |       |      | El Mansoura          |
| 6  | D    | Ramy Rabia        | 20 maggio 1993 (20 anni)    |       |      | Al Ahly              |
| 7  | C    | Ahmed Refaat      | 20 giugno 1993 (20 anni)    |       |      | ENPPI                |
| 8  | D    | Mahmoud Metwalli  | 4 gennaio 1993 (20 anni)    |       |      | Ismaily              |
| 9  | A    | Omar Bassam       | 17 dicembre 1993 (19 anni)  |       |      | Al Ahly              |
| 10 | C    | Saleh Gomaa       | 1º agosto 1993 (19 anni)    |       |      | ENPPI                |
| 11 | D    | Mahmoud Wahid     | 1º gennaio 1994 (19 anni)   |       |      | ENPPI                |
| 12 | C    | Mohamed Samir     | 25 agosto 1994 (18 anni)    |       |      | El Dakhleya          |
| 13 | C    | Mahmoud Hamad     | 10 novembre 1993 (19 anni)  |       |      | Ismaily              |
| 14 | C    | Ghaly Hossam      | 1º gennaio 1993 (20 anni)   |       |      | Al Ahly              |
| 15 | C    | El Shami Mohamed  | 30 settembre 1993 (19 anni) |       |      | Al Ahly              |
| 16 | P    | Mahmoud Hamdi     | 1º novembre 1993 (19 anni)  |       |      | Zamalek              |
| 17 | D    | Ibrahim Osama     | 1º aprile 1993 (20 anni)    |       |      | ENPPI                |
| 18 | A    | Ahmed Hassan Koka | 5 marzo 1993 (20 anni)      |       |      | Rio Ave              |
| 19 | C    | Mohamed Sherif    | 5 gennaio 1993 (20 anni)    |       |      | Ismaily              |
| 20 | C    | Mahmoud Hassan    | 1º ottobre 1994 (18 anni)   |       |      | Al Ahly              |
| 21 | P    | Hassan Mahmoud    | 10 marzo 1993 (20 anni)     |       |      | Al-Mokawloon Al-Arab |

### Inghilterraunder 20
Commissario tecnico: Peter Taylor 
| N. | Pos. | Giocatore         | Data nascita (età)         | Pres. | Reti | Squadra           |
| -- | ---- | ----------------- | -------------------------- | ----- | ---- | ----------------- |
| 1  | P    | Sam Johnstone     | 25 marzo 1993 (20 anni)    |       |      | Manchester Utd    |
| 2  | C    | Gaël Bigirimana   | 22 ottobre 1993 (19 anni)  |       |      | Newcastle Utd     |
| 3  | D    | Daniel Potts      | 13 aprile 1993 (20 anni)   |       |      | West Ham United   |
| 4  | D    | Jon Flanagan      | 1º gennaio 1993 (20 anni)  |       |      | Liverpool         |
| 5  | D    | Eric Dier         | 15 gennaio 1994 (19 anni)  |       |      | Sporting          |
| 6  | C    | Conor Coady       | 25 febbraio 1993 (20 anni) |       |      | Liverpool         |
| 7  | C    | James Ward-Prowse | 4 novembre 1994 (18 anni)  |       |      | Southampton       |
| 8  | C    | Larnell Cole      | 9 marzo 1993 (20 anni)     |       |      | Manchester Utd    |
| 9  | A    | Harry Kane        | 28 luglio 1993 (19 anni)   |       |      | Tottenham         |
| 10 | A    | Christopher Long  | 25 febbraio 1995 (18 anni) |       |      | Everton           |
| 11 | D    | Adam Reach        | 3 febbraio 1993 (20 anni)  |       |      | Middlesbrough     |
| 12 | P    | George Long       | 5 novembre 1993 (19 anni)  |       |      | Sheffield United  |
| 13 | P    | Connor Ripley     | 13 febbraio 1993 (20 anni) |       |      | Middlesbrough     |
| 14 | D    | John Stones       | 28 maggio 1994 (19 anni)   |       |      | Everton           |
| 15 | D    | Jamaal Lascelles  | 11 novembre 1993 (19 anni) |       |      | Nottingham Forest |
| 16 | D    | Tom Thorpe        | 13 gennaio 1993 (20 anni)  |       |      | Manchester Utd    |
| 17 | A    | Luke Williams     | 11 giugno 1993 (20 anni)   |       |      | Middlesbrough     |
| 18 | C    | John Lundstram    | 18 febbraio 1994 (19 anni) |       |      | Everton           |
| 19 | A    | Alex Pritchard    | 3 maggio 1993 (20 anni)    |       |      | Tottenham         |
| 20 | D    | Luke Garbutt      | 21 maggio 1993 (20 anni)   |       |      | Everton           |
| 21 | C    | Ross Barkley      | 5 dicembre 1993 (19 anni)  |       |      | Everton           |

### Iraqunder 20
Commissario tecnico: Hakeem Shaker 
| N. | Pos. | Giocatore                    | Data nascita (età)          | Pres. | Reti | Squadra           |
| -- | ---- | ---------------------------- | --------------------------- | ----- | ---- | ----------------- |
| 1  | P    | Fahad Talib                  | 21 ottobre 1994 (18 anni)   |       |      | Al-Quwa Al-Jawiya |
| 2  | D    | Burhan Jumaah                | 1º luglio 1996 (16 anni)    |       |      | Al-Thawra         |
| 3  | D    | Ali Adnan                    | 19 dicembre 1993 (19 anni)  |       |      | Baghdad           |
| 4  | D    | Saad Natiq                   | 19 marzo 1994 (19 anni)     |       |      | Al-Masafi         |
| 5  | D    | Ali Fayez                    | 9 settembre 1994 (18 anni)  |       |      | Erbil             |
| 6  | C    | Saif Salman                  | 1º luglio 1993 (19 anni)    |       |      | Duhok             |
| 7  | C    | Jawad Kadhim                 | 14 ottobre 1994 (18 anni)   |       |      | Duhok             |
| 8  | A    | Mohannad Abdul-Raheem        | 22 settembre 1993 (19 anni) |       |      | Duhok             |
| 9  | C    | Mahdi Kamil                  | 6 gennaio 1995 (18 anni)    |       |      | Al-Shorta         |
| 10 | A    | Mohammed Jabbar Shwkan       | 21 maggio 1993 (20 anni)    |       |      | Al-Quwa Al-Jawiya |
| 11 | C    | Humam Tariq                  | 10 febbraio 1996 (17 anni)  |       |      | Al-Quwa Al-Jawiya |
| 12 | D    | Mohammed Jabbar Rubat        | 29 giugno 1993 (19 anni)    |       |      | Al-Minaa          |
| 13 | A    | Ali Qasim                    | 20 gennaio 1994 (19 anni)   |       |      | Al-Zawraa         |
| 14 | D    | Mustafa Nadhim               | 23 settembre 1993 (19 anni) |       |      | Najaf             |
| 15 | D    | Dhurgham Ismail              | 23 maggio 1994 (19 anni)    |       |      | Al-Shorta         |
| 16 | C    | Ehab Kadhim                  | 1º gennaio 1994 (19 anni)   |       |      | Al-Talaba         |
| 17 | C    | Ammar Abdul-Hussein Al-Asadi | 13 febbraio 1993 (20 anni)  |       |      | Erbil             |
| 18 | C    | Hozan Ismail                 | 16 marzo 1993 (20 anni)     |       |      | Sulaymaniya       |
| 19 | A    | Farhan Shakor                | 15 ottobre 1995 (17 anni)   |       |      | Sulaymaniya       |
| 20 | P    | Mohammed Hameed              | 24 gennaio 1993 (20 anni)   |       |      | Al-Shorta         |
| 21 | P    | Ali Yaseen                   | 9 agosto 1993 (19 anni)     |       |      | Karbalaa          |

## Gruppo F

### Nuova Zelandaunder 20
Commissario tecnico: Chris Milicich 
| N. | Pos. | Giocatore        | Data nascita (età)          | Pres. | Reti | Squadra              |
| -- | ---- | ---------------- | --------------------------- | ----- | ---- | -------------------- |
| 1  | P    | Scott Basalaj    | 19 aprile 1994 (19 anni)    |       |      | Lower Hutt City      |
| 2  | D    | Storm Roux       | 13 gennaio 1993 (20 anni)   |       |      | Perth Glory          |
| 3  | D    | Bill Tuiloma     | 27 marzo 1995 (18 anni)     |       |      | Birkenhead United    |
| 4  | D    | Simon Arms       | 21 gennaio 1993 (20 anni)   |       |      | Auckland City        |
| 5  | D    | Luke Adams       | 8 maggio 1994 (19 anni)     |       |      | Derby County         |
| 6  | C    | Tom Biss         | 20 gennaio 1993 (20 anni)   |       |      | Western Suburbs      |
| 7  | C    | Cameron Howieson | 22 dicembre 1994 (18 anni)  |       |      | Burnley              |
| 8  | C    | Tim Payne        | 10 gennaio 1994 (19 anni)   |       |      | Blackburn Rovers     |
| 9  | A    | Hamish Watson    | 17 aprile 1994 (19 anni)    |       |      | Lower Hutt City      |
| 10 | A    | Tyler Boyd       | 30 dicembre 1994 (18 anni)  |       |      | Wellington Phoenix   |
| 11 | A    | Louis Fenton     | 3 aprile 1993 (20 anni)     |       |      | Wellington Phoenix   |
| 12 | D    | Alec Solomons    | 15 settembre 1993 (19 anni) |       |      | Team Wellington      |
| 13 | D    | Liam Higgins     | 27 settembre 1993 (19 anni) |       |      | YoungHeart           |
| 14 | C    | Jesse Edge       | 26 febbraio 1993 (20 anni)  |       |      | Ole Football Academy |
| 15 | C    | Justin Gulley    | 15 gennaio 1993 (20 anni)   |       |      | Miramar Rangers      |
| 16 | A    | Van Elia         | 1º luglio 1993 (19 anni)    |       |      | Welington Olympic    |
| 17 | A    | Ryan Thomas      | 20 dicembre 1994 (18 anni)  |       |      | Ole Football Academy |
| 18 | C    | Rhys Jordan      | 19 ottobre 1994 (18 anni)   |       |      | Bristol City         |
| 19 | A    | Dale Higham      | 4 gennaio 1993 (20 anni)    |       |      | Wairarapa United     |
| 20 | P    | Max Crocombe     | 12 agosto 1993 (19 anni)    |       |      | Oxford United        |
| 21 | P    | Daniel Clarke    | 12 febbraio 1994 (19 anni)  |       |      | Team Wellington      |

### Uzbekistanunder 20
Commissario tecnico: Akhmadjan Musaev 
| N. | Pos. | Giocatore              | Data nascita (età)          | Pres. | Reti | Squadra            |
| -- | ---- | ---------------------- | --------------------------- | ----- | ---- | ------------------ |
| 1  | P    | Asilbek Amanov         | 1º settembre 1993 (19 anni) |       |      | Pakhtakor          |
| 2  | D    | Tohirjon Shamshitdinov | 9 febbraio 1993 (20 anni)   |       |      | Guliston           |
| 3  | D    | Sardor Rakhmanov       | 9 luglio 1994 (18 anni)     |       |      | Lokomotiv Tashkent |
| 4  | D    | Boburbek Yuldashov     | 8 aprile 1993 (20 anni)     |       |      | Lokomotiv Tashkent |
| 5  | D    | Maksimilian Fomin      | 21 settembre 1993 (19 anni) |       |      | Pakhtakor          |
| 6  | C    | Abbosbek Mahstaliyev   | 12 gennaio 1994 (19 anni)   |       |      | Pakhtakor          |
| 7  | C    | Vladimir Kozak         | 12 giugno 1993 (20 anni)    |       |      | Pakhtakor          |
| 8  | C    | Diyorjon Turapov       | 9 luglio 1994 (18 anni)     |       |      | AGMK Olmaliq       |
| 9  | C    | Jaloliddin Masharipov  | 1º settembre 1993 (19 anni) |       |      | Pakhtakor          |
| 10 | C    | Jamshid Iskanderov     | 16 ottobre 1993 (19 anni)   |       |      | Pakhtakor          |
| 11 | A    | Abdul Aziz Yusupov     | 5 gennaio 1993 (20 anni)    |       |      | Pakhtakor          |
| 12 | P    | Akmal Tursunbaev       | 14 aprile 1993 (20 anni)    |       |      | Andijon            |
| 13 | D    | Kamranbey Kapadze      | 29 gennaio 1994 (19 anni)   |       |      | Bunyodkor          |
| 14 | D    | Nodir Sanakulov        | 1º dicembre 1994 (18 anni)  |       |      | Nasaf Qarshi       |
| 15 | A    | Jasurbek Khakimov      | 24 maggio 1994 (19 anni)    |       |      | Pakhtakor          |
| 16 | D    | Azamat Abdullaev       | 23 febbraio 1994 (19 anni)  |       |      | Qizilqum           |
| 17 | A    | Igor Sergeyev          | 30 aprile 1993 (20 anni)    |       |      | Pakhtakor          |
| 18 | C    | Sardor Sabirkhodjaev   | 6 novembre 1994 (18 anni)   |       |      | Bunyodkor          |
| 19 | C    | Zabihillo O'rinboyev   | 30 marzo 1995 (18 anni)     |       |      | Bunyodkor          |
| 20 | C    | Mukhsinjon Ubaydullaev | 15 luglio 1994 (18 anni)    |       |      | Pakhtakor          |
| 21 | P    | Bakhodir Mirsoatov     | 21 ottobre 1993 (19 anni)   |       |      | Lokomotiv Tashkent |

### Uruguayunder 20
Commissario tecnico: Juan Verzeri 
| N. | Pos. | Giocatore              | Data nascita (età)         | Pres. | Reti | Squadra           |
| -- | ---- | ---------------------- | -------------------------- | ----- | ---- | ----------------- |
| 1  | P    | Mathías Cubero         | 15 gennaio 1994 (19 anni)  |       |      | Cerro             |
| 2  | D    | Emiliano Velázquez     | 30 aprile 1994 (19 anni)   |       |      | Danubio           |
| 3  | D    | Gastón Silva           | 5 marzo 1994 (19 anni)     |       |      | Defensor Sporting |
| 4  | D    | Guillermo Varela       | 24 marzo 1993 (20 anni)    |       |      | Manchester United |
| 5  | C    | Jim Varela             | 16 ottobre 1994 (18 anni)  |       |      | Peñarol           |
| 6  | D    | Maximiliano Amondarain | 22 gennaio 1993 (20 anni)  |       |      | Progreso          |
| 7  | C    | Leonardo Pais          | 7 luglio 1994 (18 anni)    |       |      | Defensor Sporting |
| 8  | C    | Sebastián Cristóforo   | 23 agosto 1993 (19 anni)   |       |      | Peñarol           |
| 9  | A    | Diego Rolán            | 24 marzo 1993 (20 anni)    |       |      | Bordeaux          |
| 10 | C    | Giorgian De Arrascaeta | 1º giugno 1994 (19 anni)   |       |      | Defensor Sporting |
| 11 | A    | Nicolás López          | 1º ottobre 1993 (19 anni)  |       |      | Roma              |
| 12 | P    | Guillermo de Amores    | 19 ottobre 1994 (18 anni)  |       |      | Liverpool FC      |
| 13 | C    | Diego Laxalt           | 7 febbraio 1993 (20 anni)  |       |      | Defensor Sporting |
| 14 | A    | Gonzalo Bueno          | 16 giugno 1993 (20 anni)   |       |      | Nacional          |
| 15 | D    | Federico Acevedo       | 26 febbraio 1993 (20 anni) |       |      | Defensor Sporting |
| 16 | D    | Lucas Olaza            | 21 luglio 1994 (18 anni)   |       |      | River Plate       |
| 17 | C    | Gianni Rodríguez       | 7 giugno 1994 (19 anni)    |       |      | Benfica           |
| 18 | A    | Rubén Bentancourt      | 2 marzo 1993 (20 anni)     |       |      | PSV               |
| 19 | D    | José Giménez           | 20 gennaio 1995 (18 anni)  |       |      | Atlético Madrid   |
| 20 | A    | Felipe Avenatti        | 26 aprile 1993 (20 anni)   |       |      | River Plate       |
| 21 | P    | Washington Aguerre     | 23 aprile 1993 (20 anni)   |       |      | Peñarol           |

### Croaziaunder 20
Commissario tecnico: Dinko Jeličić 
| N. | Pos. | Giocatore         | Data nascita (età)          | Pres. | Reti | Squadra              |
| -- | ---- | ----------------- | --------------------------- | ----- | ---- | -------------------- |
| 1  | P    | Oliver Zelenika   | 14 maggio 1993 (20 anni)    |       |      | NK Rudeš             |
| 2  | D    | Toni Gorupec      | 4 luglio 1993 (19 anni)     |       |      | NK Radnik Sesvete    |
| 3  | D    | Ivan Aleksić      | 6 marzo 1993 (20 anni)      |       |      | NK Osijek            |
| 4  | C    | Filip Mrzljak     | 16 aprile 1993 (20 anni)    |       |      | NK Lokomotiva        |
| 5  | D    | Niko Datković     | 21 aprile 1993 (20 anni)    |       |      | HNK Rijeka           |
| 6  | D    | Josip Čalušić     | 11 ottobre 1993 (19 anni)   |       |      | GNK Dinamo Zagreb    |
| 7  | A    | Marko Livaja      | 26 agosto 1993 (19 anni)    |       |      | Atalanta             |
| 8  | C    | Hrvoje Miličević  | 20 aprile 1993 (20 anni)    |       |      | Zrinjski Mostar      |
| 9  | A    | Stipe Perica      | 7 luglio 1995 (17 anni)     |       |      | NK Zadar             |
| 10 | C    | Marko Pjaca       | 6 maggio 1995 (18 anni)     |       |      | NK Lokomotiva        |
| 11 | A    | Ante Rebić        | 21 settembre 1993 (19 anni) |       |      | RNK Split            |
| 12 | P    | Simon Sluga       | 17 marzo 1993 (20 anni)     |       |      | Hellas Verona        |
| 13 | D    | Mato Miloš        | 30 giugno 1993 (19 anni)    |       |      | HNK Cibalia Vinkovci |
| 14 | C    | Dario Čanađija    | 17 aprile 1994 (19 anni)    |       |      | NK Slaven Belupo     |
| 15 | D    | Matej Mitrović    | 10 novembre 1993 (19 anni)  |       |      | HNK Cibalia Vinkovci |
| 16 | C    | Miro Kovačić      | 29 agosto 1994 (18 anni)    |       |      | HNK Hajduk Split     |
| 17 | C    | Marko Pajač       | 11 maggio 1993 (20 anni)    |       |      | NK Radnik Sesvete    |
| 18 | C    | Josip Radošević   | 3 aprile 1994 (19 anni)     |       |      | Napoli               |
| 19 | A    | Kruno Ivančić     | 18 gennaio 1994 (19 anni)   |       |      | NK Radnik Sesvete    |
| 20 | D    | Jozo Šimunović    | 4 agosto 1994 (18 anni)     |       |      | GNK Dinamo Zagreb    |
| 21 | P    | Dominik Livaković | 9 gennaio 1995 (18 anni)    |       |      | NK Zagabria          |